# John Richardson
John Stuart Richardson er en britisk oldtidshistoriker med speciale i Spanien under romerne.
Richardson er professor i antikkens historie ved universitetet i Edinburgh. Han er en af verdens førende eksperter på romersk Spanien og dette har da også resulteret i en del bøger om emnet.

## Udvalgt litteratur
- Hispaniae – Spain and the development of Roman imperialism 218-82 BC (1986)
- The Romans in Spain (1996)
- Appian, Wars of the Romans in Iberia – Iberike (2000)